# 霉草目
 霉草目 是 1981年的克朗奎斯特分类法列出的一个目，包括2科，1998年根据基因亲缘关系分类的APG 分类法认为应该取消这个目，但无法将着两科分入任何一个目，2003年经过修订的APG II 分类法其属下的霉草科合并到露兜树目之下，无叶莲科仍然没有分入任何目。